# 國家州權黨
國家州權黨（英語：National States' Rights Party）是美國的白人優越主義政黨，1958年，由愛德華·里德·菲爾茲成立於田納西州諾克斯維爾，其宗旨是反猶主義、種族主義和反對與非裔美國人的種族融合。1987年，在該黨解散之前，以其「Vote Right - Vote White（投給右派，投給白人）」的口號而聞名。